# Luis Villafañe
Luis Alberto Villafañe Silva (San Juan, 21 giugno 1981) è un ex cestista portoricano.

## Carriera
Con Porto Rico ha disputato tre edizioni dei Campionati americani (2009, 2013, 2015).